# Kim Hill
Kim Allise Hill (Syracuse, 7 de agosto de 1972) é uma cantora e compositora de soul norte-americana, melhor conhecida como sendo a ex-vocalista de fundo do grupo norte-americano de hip-hop Black Eyed Peas. Ela entrou para a banda em 1995 e saiu em 2000 devido a diferenças artísticas.

## Discografia
- Surrender to Her Sunflower
- Suga Hill
- Pharaoh's Daughter